# Villeneuve-de-Berg
Villeneuve-de-Berg – miejscowość i gmina we Francji, w regionie Owernia-Rodan-Alpy, w departamencie Ardèche.
Według danych na rok 1990 gminę zamieszkiwało 2290 osób, a gęstość zaludnienia wynosiła 93 osób/km² (wśród 2880 gmin regionu Rodan-Alpy Villeneuve-de-Berg plasuje się na 386. miejscu pod względem liczby ludności, natomiast pod względem powierzchni na miejscu 339.).

## Populacja

Populacja Villeneuve-de-Berg w latach 1962-2008